# اچ‌ام‌اس هلند ۲
اچ‌ام‌اس هلند ۲ (به انگلیسی: HMS Holland 2) یک زیردریایی بود که طول آن ۶۳ فوت ۱۰ اینچ (۱۹٫۴۶ متر) بود. این زیردریایی  در سال ۱۹۰۲ ساخته شد.